# かりゆしウェア

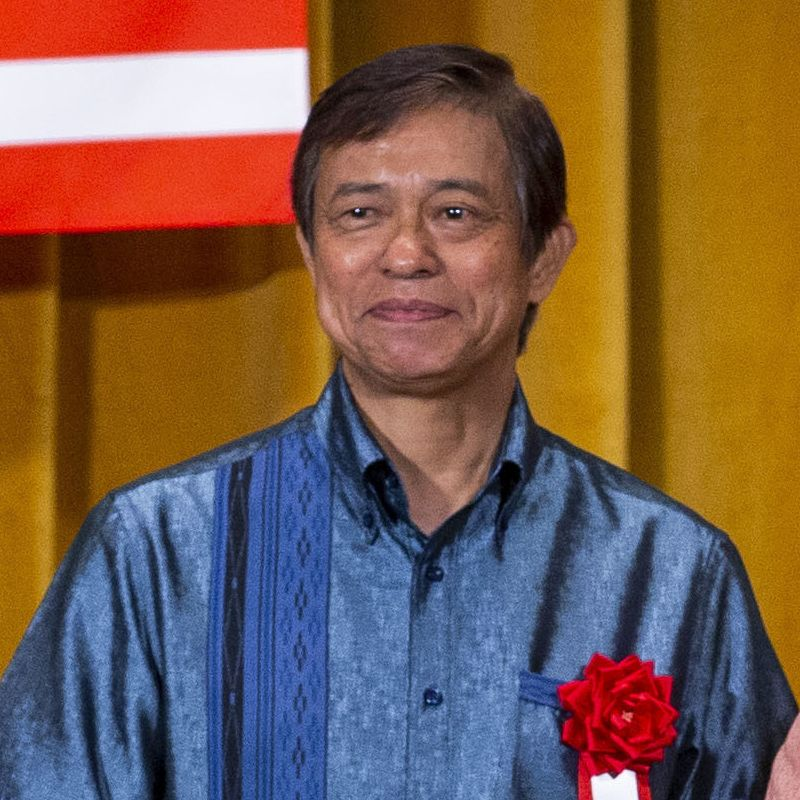
沖縄風の柄で、半袖開襟のシャツ

かりゆしウェアとは、沖縄県などで主に夏のあいだ着用される半袖の開襟シャツ。1970年に沖縄県観光連盟が「おきなわシャツ」として発売し、その後、2000年デザインの限定を緩和することで、名称を「かりゆしウェア」に統一し、同年の開催された沖縄サミットを契機に広く着られるにいたる。現在ではワイシャツとネクタイに代わるホワイトカラーの服装として沖縄県内では官公庁でも広く定着している。また、2005年以降にはクール・ビズの一種として内閣府沖縄担当部局を中心に中央官庁で着用の動きがある。「かりゆし（嘉利吉）」とは沖縄方言で「めでたい」という意味を表す。

## 概要
かりゆしウェアはハワイのアロハシャツをモチーフに作成されており、基本的なデザインはアロハシャツと同じ半袖開襟であるが、ボタンダウンやスタンドカラーのものも製造されている。そもそも、アロハシャツは、ハワイに渡った日本の移民が着物を仕立て直してシャツにしたものが起源とされ、1930年代には日系人や中国系の仕立屋によって盛んに作られ、1935年には日系人経営のムサシヤが初めて「アロハシャツ」名の広告を出した。アロハは、日本から輸入された生地が使われたため、当初は和柄が多く見られたが、やがて洋柄化が進み1940年頃までには、トロピカルなモチーフを使い華やかでカラフルな色彩で染めたものが主流となった。
かりゆしは左胸には通常ポケットがつき、裾はズボンから出して着ることを想定して短く直線的にカットされている。柄は沖縄の伝統工芸の織物を模した柄や、ゴーヤーやシークヮーサー、シーサーやハーリーといった沖縄独特の風物をモチーフにしたデザインが採用されているが、アロハよりはおとなしい絵柄との印象を持たれている。柄については年に一度、「テキスタイルコンテスト」としてかりゆしウェアに使われる生地のデザインコンテストが行なわれたりもしている。
2000年以後は特に多くのバリエーションが生まれ、日焼けを気にする女性用の七分丈のもの、葬祭の場で着用できる黒を基調としたフォーマルなものなどが販売されている。
価格は千円前後の量産品から、芭蕉布や琉球紬などを利用した一着数万円の高級品まで様々である。「かりゆし」の原義とは正反対ではあるが、喪服として黒生地のものも作られており、葬儀や法事の際に礼服の代わりに着用することが認められている。

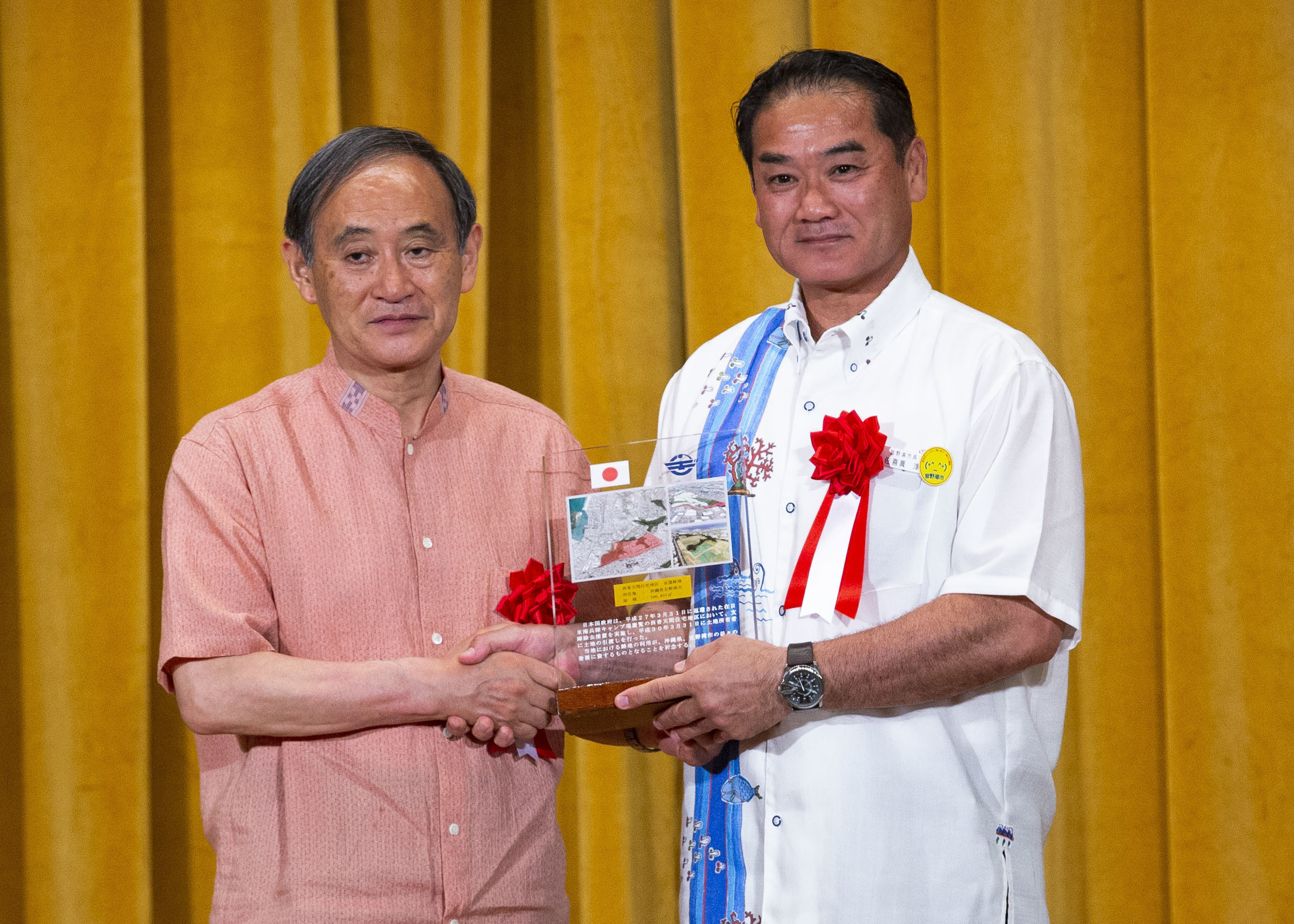
柄は沖縄らしいもの
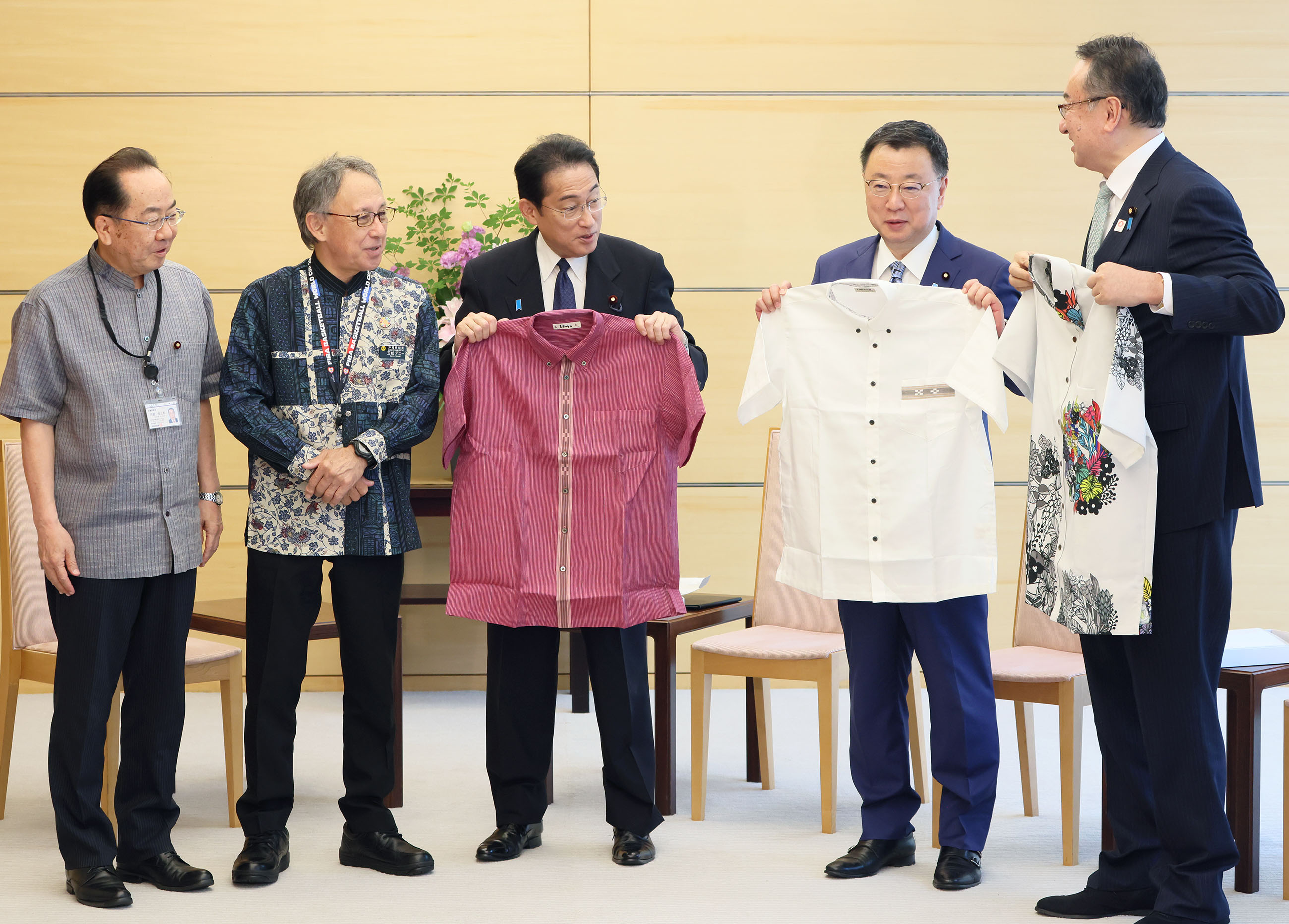
色々な柄が選べる
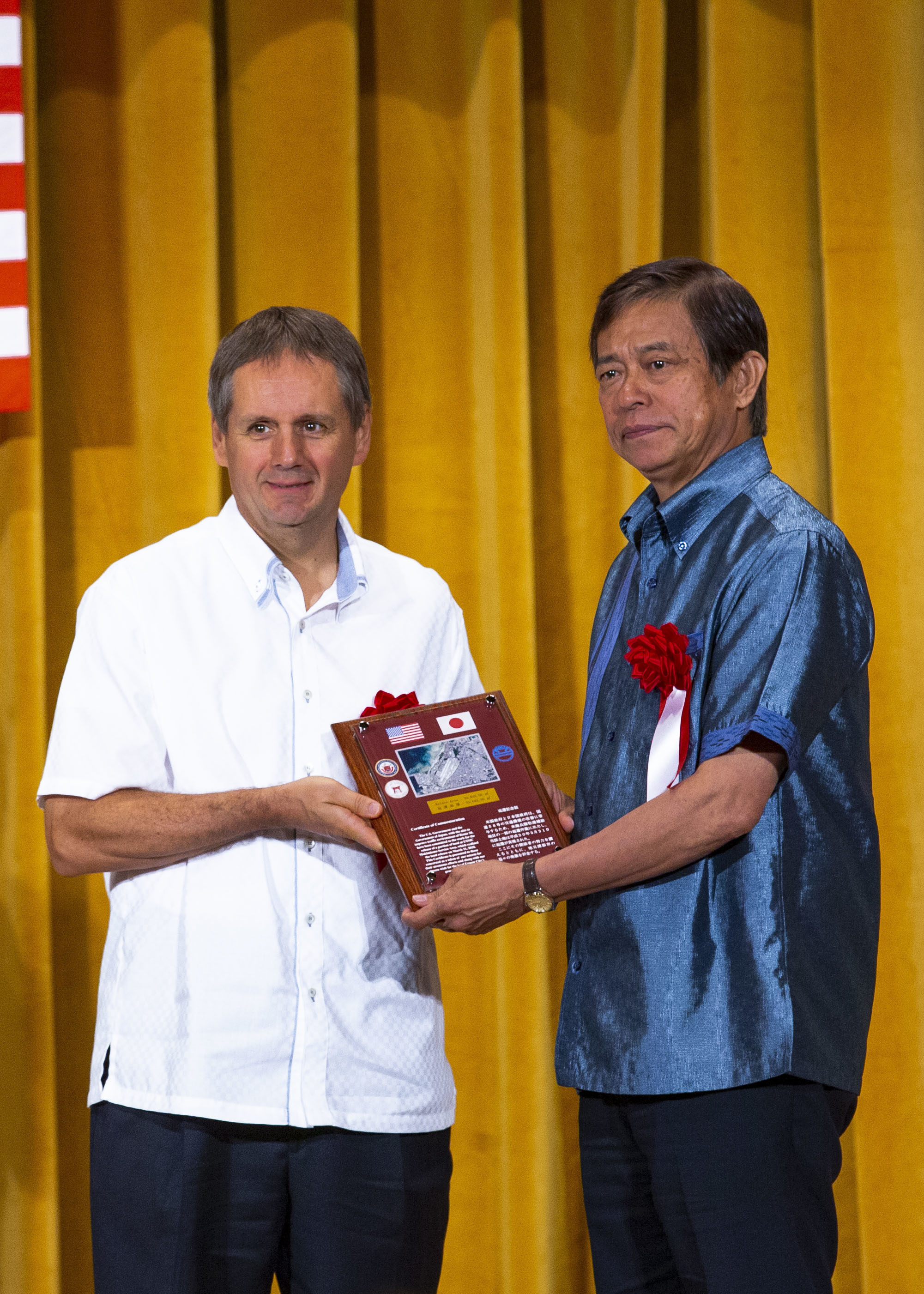
裾はズボンに入れない
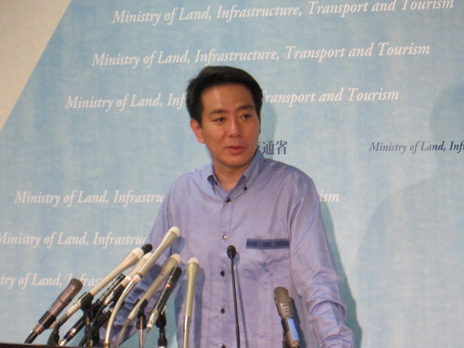
長袖
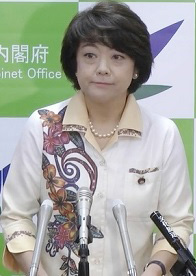
女性向け

## 歴史
かりゆしウェアは当初観光をアピールすることを目的に、1970年に社団法人沖縄県観光連盟会長の宮里定三の発案により、観光沖縄をPRするために沖縄シャツの名称で発売されたことに端を発する。
宮里定三は、沖縄がまだ米国統治下にあった1968年、米軍の民政機関・琉球列島米国民政府（USCAR）から、沖縄の人材育成などを目的にハワイに派遣された4人の「国民指導員」うちのひとりだった。宮里は、那覇市でホテルを経営しており、沖縄観光が進むべき道は「ハワイから学び、ハワイを超えること」と考えていた。ハワイから帰国すると「沖縄独自のアロハシャツを作ろう」と提案し、2年後の1970年に「おきなわシャツ」が発売されたのである。
その後2度のオイルショック時などに普及を図ったが、当初は柄が紅型や八重山ミンサーといった伝統工芸をモチーフにした柄のものに限られバリエーションに乏しく、着用は沖縄県ホテル組合や旅行社・ツアーコンダクターなどの観光関係者にとどまった。
1980年、沖縄県観光開発公社が「おきなわウェア」を発売。
1990年3月、「めんそーれ沖縄県民運動推進大会」において、推奨基準とその名称を広く県民から募集することを決定。5月に沖縄タイムスやその他広報媒体で名称を募集。審査会にて名称を「かりゆしウェア」に決定。カジュアル・フライデーなどでの着用が推進された結果、徐々に官公庁などでの着用が広まるようになり、2000年の九州・沖縄サミットで各国首脳が着用し、その際に定義が現在のものに変更され、バリエーションの幅が広がったことなどを契機に官公庁・銀行ほか一般企業でも広く普及するようになった。沖縄県衣類縫製工業組合の調べでは2004年の出荷枚数は31万枚を数えている。

## 普及
現在沖縄県では4月から11月までをかりゆしウェア着用推進期間とし、期間中は知事を筆頭に地方自治体の大部分でかりゆしウェアが着用されている。また、沖縄県議会が1999年9月議会から議場内での着用を容認し、現在では大部分の議員が着用するなど地方議会でも着用が進んでいる。郵便局や日本トランスオーシャン航空などでは独自の柄のものを夏の制服として採用している。県外企業の沖縄支社などでも、カジュアル・フライデーに着用するなどの動きがある。
またNHK沖縄放送局では、2006年4月にスタートした平日夕方のニュース番組『ハイサイ!てれびすかす』において同年6月～10月の期間、原則としてキャスター・リポーターは全員かりゆしウェアを着用して出演した。この活動が評価され、同局は「かりゆしウェアの普及に貢献した」として表彰された。全国ネット番組でもTBS系『筑紫哲也 NEWS23』にてメインキャスターの筑紫哲也が、2004年・2005年の夏季に着用して出演したことがある。
スポーツ界ではバスケットボールの琉球ゴールデンキングスのスタッフが試合時に着用している。

## 夏の閣議

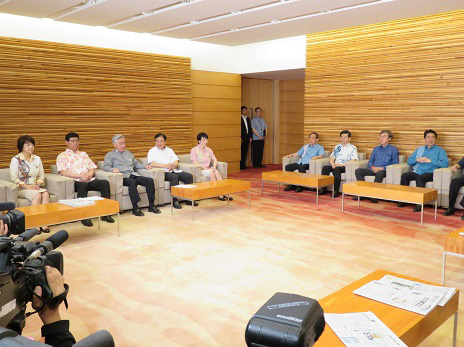
かりゆしウェアを着用する各閣僚を、官邸内の閣僚応接室にて撮影。（2016年6月7日）

クールビズの推進以来、6月最初の閣議でかりゆしを着用するのが恒例になっている。
2005年、環境省や経済産業省が中心となって「夏の軽装」運動を実施する際に、環境大臣の小池百合子が沖縄･北方担当大臣を兼務していたこともあり、かりゆしウェアがクール・ビズの取り組みの一環として推進されることになった。推進期間開始の6月1日には内閣府沖縄振興局などで多くの職員が着用したほか、小泉純一郎首相が着用した（小泉純一郎は2003年に沖縄県で開催された太平洋・島サミットですでに着用の経験があった）。
政府は2009年6月にクールビズの一環として閣議で閣僚全員かりゆしウェアを着用している。また、自民党議員も同じく着用していたが細田博之が裾をズボンに入れて登場したため小池百合子は終始不機嫌であったとされる（ハワイにおけるアロハシャツとは異なり、かりゆしウェアは裾をズボンの外に出して着るのが通例である）。
また、民主党政権となった2010年6月には閣議で（亀井静香を除く）閣僚がかりゆしウェアを着用した。
2017年6月1日にミス沖縄の県民女性らと官邸を訪れた翁長雄志知事から沖縄の夏の正装として「かりゆしウェア」が安倍晋三首相と菅義偉官房長官に手渡された。
2017年6月2日の閣議には安倍首相と閣僚である各大臣らが翁長知事に贈ってもらった「かりゆしウェア」を着用して臨んでいる。

## ブランド
「かりゆしウェア」の語は沖縄県工業連合会の商標登録であり、ブランド名の使用にあたっては連合会の委託を受けた沖縄県衣類縫製品工業組合が認定を行なっている。認定にあたっては、
1. 沖縄県内で縫製されたもの（布地は県外で生産されたものでも良い）
2. 沖縄観光をPRする柄のもの

であることが必要とされる。